# Мимура, Какуити
Какуити Мимура (яп. 三村 恪一, 16 августа 1931, Токио — 19 февраля 2022) — японский футболист.

## Клубная карьера
На протяжении своей футбольной карьеры выступал за клуб «Тохо Титаниум», затем его же и тренировал до 1985 года. Окончил университет Тюо.

## Карьера в сборной
В 1955 году Какуити сыграл за национальную сборную Японии 4 матча. Также участвовал в Олимпийских играх 1956 года.
Умер 19 февраля 2022 года.